# Steve Swallow
Steve Swallow (* 4. října 1940, Fair Lawn, New Jersey, USA) je americký jazzový baskytarista, kontrabasista a hudební skladatel. Spolupracoval s mnoha hudebníky, mezi které patří například i Paul Bley, Jimmy Giuffre, Gary Burton nebo Carla Bley.